# Castell de Despeñaperros
El castell de Despeñaperros, també conegut com a castell de San José, és un castell construït en el segle xix en el nucli antic de la ciutat espanyola de Cartagena (Regió de Múrcia). Va ser declarat Bé d'Interès Cultural (BIC) el 7 d'agost de 1997.

## Història
La muntanya Despeñaperros ha estat des d'època històrica un destacable punt estratègic d'acord amb els promontoris propers, sent per això que es va convertir en la més oriental dels cinc pujols fundacionals de Cartagena quan el general cartaginès Àsdrubal el Bell va aixecar Qart Hadasht. En període púnic va ser construït un temple que va col·locar la muntanya sota l'advocación de Chusor, deïtat de la mitologia fenícia associada a la pesca i la metal·lúrgia, i al que Polibi en les seves Històries de Polibi equipara a Hefest.
Durant l'Edat Moderna, amb les innovacions en armes de foc, es va comprendre la utilitat de l'anomenat llavors Cabezo de la Creu, de manera que va ser inclòs dins del recinte emmurallat de la ciutat a principis del segle xviii, en el context de la Guerra de Successió. En aquella mateixa centúria apareixen les muralles de Carles III, situant les Portes de Sant Josep en les faldilles de Despeñaperros.
Arribat el segle xix comença la fortificació de la muntanya, tardana en comparació a la resta d'obres que s'havien dut a terme, i que segons l'historiador local José María Ros Parets es va fer amb motiu de la Guerra de la Independència, quan es va muntar una bateria per a cinc canons amb l'objectiu de batre al castell dels Moros en cas que caigués en mans dels francesos, si bé en el breu setge de 1812, els atacants van desistir d'assaltar Cartagena en comprovar les seves sòlides defenses. El Diccionari geogràfic-estadístic-històric d'Espanya i les seves possessions d'Ultramar de Madoz assenyala que en 1846 no es trobava habilitat, però més tard, l'Informe Medina del 24 de desembre de 1859 reflecteix les reformes que per a la data s'havien realitzat, i per les quals va quedar constituït com un veritable fort capaç de donar recer a una guarnició.
Al començament del segle xx va perdre la seva funció militar quan va començar l'enderrocament de les muralles a fi de facilitar l'eixample de la ciutat, durant l'alcaldia d'Ángel Bruna. Ja en 1999 queda integrat en el projecte del Barri Universitari, de manera que es fa necessari desmuntar part del sector est del pujol.

## Arquitectura
El castell és una obra massissa i baluardada que s'eleva a una altitud de 55 metres sobre el nivell del mar, i va ser edificat per cobrir amb les seves peces d'artilleria l'Hospital de Marina de Cartagena, el castell dels Moros i les desaparegudes Portes de Sant Josep, una de les tres entrades monumentals de Cartagena.
Els paraments són en general plans i compostos de maçoneria. L'interior del fort pot dividir-se en dos perímetres: l'inferior, on es troben les habitacions dels ocupants de la posició i un dipòsit d'aigua, i el superior, l'espai que ocupaven els canons, i en el qual s'han perdut canoneres i parapets a causa de l'abandó.